# طارق سلمان
طارق سلمان لاعب كرة قدم قطري، ولد في (5 ديسمبر 1997) ، يلعب لصالح نادي السد .
مثل أكاديمية أسباير ونادي الوكرة ونادي لخويا في الفئات السنية ولعب في إسبانيا في أندية ريال سوسيداد و ديبورتيفو ألافيس في الفئات السنية ونادي ديبورتيفا ليونيسا في عام 2016 و نادي أتلتيكو أستروغا ونادي جوبيتير ليونيس .

## روابط خارجية
- طارق سلمان على موقع الاتحاد الأوربي (الإنجليزية)
- طارق سلمان على موقع قاعدة بيانات كرة القدم.إي يو (الإنجليزية)
- طارق سلمان على موقع ناشيونال فوتبول تيمز (الإنجليزية)
- طارق سلمان على موقع Soccerway.com (الإنجليزية)
- طارق سلمان على موقع عالم كرة القدم.نت (الإنجليزية)